# Maison de Vokil
La Maison de Vokil (ou Uokil, Ukil, Augal) est une dynastie de souverains bulgares ayant régné sur la période 739 à 766. Selon l'Annuaire des khans bulgares, Kormisosh du clan Vokil règne 17 ans puis Vinekh 7 ans. Après un règne de 3 ans de Teletz du clan Ugain, Umor du clan Vokil règne pendant 40 jours.

## Théories sur les origines
Le turcologue et sinologue Yury Zuev établit des liens entre les Vokil et divers peuples d'Asie centrale, durant l'Antiquité et le haut Moyen Âge. Les peuples concernés comprennent :
- les Hūjiē (呼揭) ou Wūjiē (烏揭), que Zuev croit être une ramification des Yuezhi ou Wusun[1] ;
- les Xījiē (奚結), une tribu Tiele[2] ;
- les Augaloi de la région de Transoxiana au-delà de l'Oxus, chez les Tocharii de langue indo-européenne[3].

Cependant, il n'y a pas de consensus établi sur l'existence de ces liens qui manquent de preuves ou de réfutations.

### Yuezhi et Wusun
Yuezhi et Wusun sont des exonymes chinois pour deux peuples indo-européens distincts, qui vivent dans l'ouest de la Chine et en Asie centrale, pendant les temps anciens. Avant la fin du IVe siècle avant notre ère, les Yuezhi et Wusun sont situés dans des zones qui font plus tard partie des provinces chinoises du Gansu et du Xinjiang. Il y a une interaction substantielle entre les Yuezhi, les Wusun et un peuple voisin, les Xiongnu, dont de nombreux érudits suggèrent qu'ils sont les précurseurs des Huns.
Vers 200 avant notre ère, le chef Xiongnu Modu Chanyu attaque les Yuezhi,, et subjugue plusieurs autres peuples. Les Yuezhi attaquent les Wusun vers 173 av. J.-C., et tuent leur roi Nandoumi. Selon une légende Wusun, le fils en bas âge de Nandoumi, Liejiaomi, serait laissé dans la nature, mais est miraculeusement sauvé par une louve, qui lui permet de téter, et des corbeaux le nourrissent de viande,,,. Ce mythe central partage des similitudes avec les mythes fondateurs de nombreux autres peuples d'Asie centrale.
C'est la base des théories selon lesquelles les Ashina - le clan royal des Turcs de Göktürk - sont originaires des Wusun. En 162 av. J.-C., les Yuezhi subissent une nouvelle défaite plus décisive aux mains des Xiongnu et se retirent du Gansu. Selon Zhang Qian, les Yuezhi se sont fragmentés et la plupart fuient vers l'ouest dans la vallée de la rivière Ili,. Le Wusun et le Xiongnu conduisent le corps principal du Yuezhi vers le sud, à travers Sogdia, en Bactriane. Les Wusun s'installent ensuite au Gansu, dans la vallée de Wushui-he, en tant que vassaux des Xiongnu.
Selon la chronique chinoise Hanshu, en 49 avant notre ère, le dirigeant Xiongnu, Zhizhi, vainc trois petits États. Zuev lit les noms de ces états comme Hujie (呼揭) ou Wūjiē (烏揭), Jiankun (堅昆) et Dingling (丁零). Alors que d'autres chercheurs considèrent les Hujie ~ Wujie comme très probablement une ramification des Wusun, Zuev considère qu'il est possible qu'ils soient un vestige des Yuezhi. Le Hanshu indique que les Hujie se sont retirés dans la région du lac Baïkal et sur les pentes du Grand Khingan (à côté du Dingling). Selon Zuev, les Hujie émigrent plus à l'ouest, initialement vers la région de la mer d'Aral, et rejoignent peut-être les Yuezhi dans leur migration vers la Sogdia et la Bactriane.

### Augaloï
Au IIe siècle de notre ère, Ptolémée (VI, 12, 4) écrit à propos du Bas Syr-Darya que près d'une section nord de l'Amu Darya se trouvent les Iatioi et les Tokharoi (Tukharas, c'est-à-dire Bactriens), et au sud d'eux se trouve un peuple connu sous le nom d'Augaloi.
Yury Zuev rapproche les Augaloi mentionnés par Ptolémée aux Ukil. Cependant, une majorité de chercheurs considèrent Augaloi comme une interprétation erronée de Sakas.

### Xijie
Ce nom peut être une sinisation de igil, une racine turque signifiant "beaucoup" (Xijie < 奚結 γiei-kiet < igil). Au milieu du VIIe siècle, les Xijie seraient situés sur la rive nord de la rivière Kherlen,.
Le texte d'un ancien monument funéraire ouïghour pour Eletmish-Kagan (décédé en 759), fait référence au bodun Qara Igil : une combinaison du déterminatif qara («noirceur») et igil («peuple»). Ce nom peut aussi avoir suggéré l'influence du manichéisme, qui avait une cosmologie dualiste "noir et blanc".
Dans un texte Yugur du IXe siècle, les Xijie sont mentionnés comme ayant un chef fort nommé Igil kül-irkin (tibétain ancien Hi-kil-rkor-hir-kin), et sont situés à côté des Iduq-kas, Iduq-qash, ou Iduk- Az (tibétain ancien Hi-dog-kas), qui peut être une ramification ou un successeur des locuteurs Yuezhi ou Alans  ou yeniseian turcisés.

### Connexion Oghuz
Un lien circonstanciel entre les Oghuz et les Bulgar Vokil est la dénomination de Verkil, héros de l'épopée Kitab-i dedem Korkut.